# Diachrysia nadeja
Diachrysia nadeja är en fjärilsart som beskrevs av Charles Oberthür 1880. Diachrysia nadeja ingår i släktet Diachrysia och familjen nattflyn. Inga underarter finns listade i Catalogue of Life.